# (3870) Mayré
(3870) Mayré es un asteroide perteneciente al cinturón de asteroides, descubierto el 13 de febrero de 1988 por Eric Walter Elst desde el Observatorio de La Silla, Chile.

## Designación y nombre
Designado provisionalmente como 1988 CG3. Fue nombrado Mayré en homenaje a la hija del descubridor.